# Armeria fibrosa
Armeria fibrosa är en triftväxtart som beskrevs av Auguste Nicolas Pomel. Armeria fibrosa ingår i släktet triftar, och familjen triftväxter. Inga underarter finns listade i Catalogue of Life.